# Komplex jämlikhet
Komplex jämlikhet är en teori om rättvisa som presenterats av Michael Walzer i dennes bok  Spheres of Justice. Enligt Walzer är det en egalitär teori, men till skillnad från John Rawls' och andra egalitära rättviseteorier, som enligt Walzer handlar om "enkel jämlikhet", så handlar hans teori om "komplex jämlikhet". Den grundläggande skillnaden - som han ser det - är att i teorier om enkel jämlikhet så betonas framförallt kritiken av monopol, medan Walzer istället väljer att kritisera dominans. Teorin handlar om rättvisa inom politiska enheter, till exempel nationer där kriteriet är medborgarskap, till skillnad från teorier om global rättvisa. Han betonar också pluralismen i rättviseuppfattningar, att skilda varor, pengar och annat som är av betydelse för ett "fullt medborgarskap" måste analyseras var för sig, och vikten av att den rättviseprincip som väljs är lokalt giltig.

## Definition enligt Walzer
“In formal terms, complex equality means that no citizen's standing in one sphere or with regard to one social good can be undercut by his standing in some other sphere".